# Alla tiders cocktail
Alla tiders cocktail (engelska: The Worm Turns) är en amerikansk animerad kortfilm med Musse Pigg från 1937.

## Handling
Musse Pigg fixar en dryck som gör att flugor kan ta sig ur spindelnät, möss kan klå upp katten, katten kan klå upp hunden Pluto och Pluto kan klå upp hundfångaren Svarte Petter.

## Om filmen
Filmen är den 90:e Musse Pigg-kortfilmen som producerades och den första som lanserades år 1937.
Filmen hade svensk premiär den 15 november 1937 på biografen Spegeln i Stockholm och gick då under titeln Alla tiders cocktail. När filmen sedan släpptes på svensk DVD fick den titeln Hembryggt mod.
Filmen har givits ut på VHS och DVD finns dubbad till svenska.

## Rollista
- Walt Disney – Musse Pigg
- Billy Bletcher – Svarte Petter
- Pinto Colvig – Pluto, läten från drycken
- Clarence Nash – spindel, katt[9]